# Sysprep
Sysprep é a Ferramenta de Preparação do Sistema da Microsoft para a implantação do sistema operacional Microsoft Windows.

## História
O Sysprep foi introduzido originalmente para uso com o Windows NT 4.0. As primeiras versões introduzidas para o Windows 2000 e Windows XP estão disponíveis para download pela Microsoft e incluídas no CD do Windows. O Windows Vista marca a primeira versão do sistema operacional NT da Microsoft para incluir uma versão independente de camada de abstração de hardware (HAL) do Sysprep na instalação "out of box".

## Propósito
A implantação de desktops normalmente é realizada por meio de aplicações de clonagem de disco. O Sysprep pode ser usado para preparar um sistema operacional para clonagem de disco e restauração por meio de uma imagem de disco.
Instalações do sistema operacional Windows incluem muitos elementos únicos por instalação que precisam ser "generalizados" antes de capturar e implantar uma imagem de disco para vários computadores. Alguns desses elementos incluem:
- Nome do computador[2]
- Security Identifier (SID)
- Driver cache

O Sysprep procura solucionar essas questões permitindo a geração de novos nomes de computadores, SIDs únicos e bancos de dados de cache de drivers personalizados durante o processo do Sysprep.
Os administradores podem usar ferramentas como o SetupMgr.exe (Windows XP) ou o Windows Assessment and Deployment Kit (Windows Vista/7/Server 2008) para gerar arquivos de resposta que o Sysprep processará em novas implantações de computadores.

## Alternativas ao Sysprep
Mark Russinovich da Sysinternals criou uma alternativa parcial ao Sysprep, chamada NewSID, em 1997. Entretanto, após sua própria análise e pesquisa posterior, Russinovich concluiu que o problema com a existência de SIDs duplicados era desnecessária e providenciou a retirada do NewSID.